# La Unión (Chulucanas)
La Unión es un caserío peruano ubicado en el distrito de Chulucanas, perteneciente a la provincia de Morropón del departamento de Piura, al norte del Perú. 

## Ubicación
La Unión se ubica al noroeste de la provincia de Morropón, en el distrito de Chulucanas, en el departamento de Piura.

## Demografía
En 2017 La Unión tenía una población de 246 habitantes.
| Gráfica de evolución demográfica de La Unión entre 1993 y 2017 |
|                                                                |
| Fuentes: Población 1993 y 2017                                 |